# Fontenay-Torcy
 Fontenay-Torcy  es una comuna y población de Francia, en la región de Picardía, departamento de Oise, en el distrito de Beauvais y cantón de Songeons.
Su población en el censo de 1999 era de 104 habitantes.
Está integrada en la Communauté de communes de la Picardie Verte .

## Demografía
| 107 | 124 | 108 | 106 | 110 | 104 |
| Para los censos de 1962 a 1999 la población legal corresponde a la población sin duplicidades (Fuente: INSEE [Consultar]) |     |     |     |     |     |

- Datos: Q611592
- Multimedia: Fontenay-Torcy / Q611592

1. ↑  Worldpostalcodes.org, código postal n.º 60380.
2. ↑  INSEE, Datos de población para el año 2012 de Fontenay-Torcy (en francés).